# 褐山蝠
絨山蝠（学名：Nyctalus noctula），又名夜蝠、山蝠，是一種蝙蝠科山蝠属的中型蝙蝠。牠們喜愛居住於舊建築物的屋簷上，一群由1至50隻不等，飛行速度極快。

## 分布
絨山蝠廣泛分佈於歐洲、亞洲及非洲北部。絨山蝠分布于台灣以及中国的江西、广西、陕西、广东、安徽、云南、河北、北京、河南、山东、四川、江苏、新疆、福建、浙江、湖北、湖南等地。该物种的模式产地在法国。

## 回聲定位
和其他食蟲蝙蝠一樣，絨山蝠也是使用回聲定位的方法捕捉昆蟲。絨山蝠使用兩種回聲定位，其中一種的叫聲在26至47千赫之間，能量集中在27kHz時，有平均11.5微秒這麼久。

## 亚种
- 絨山蝠河北亚种（学名：Nyctalus noctula plancei），Gerbe于1880年命名。在中国大陆，分布于陕西、河北、四川等地。该物种的模式产地在北京。[3]
- 絨山蝠福建亚种（学名：Nyctalus noctula velutinus），G. Allen于1929年命名。分布于台灣以及中国的江西、广西、广东、安徽、云南、湖南、河南、山东、四川、江苏、福建、浙江、湖北等地。该物种的模式产地在福建福清。[4]

## 資料來源
- Chiroptera Specialist Group 1996，2007年4月17日查閱
- 《香港陸上哺乳動物圖鑑》